# オエル3世 (ナント伯)
オエル3世（フランス語：Hoël III, ? - 1156年）は、ナント伯（在位：1148年 - 1156年）。ブルターニュ公コナン3世とイングランド王ヘンリー1世の庶子マティルダ（モード）の息子。オエル・オブ・コーンウォール（Hoèl of Cornwal）ともいわれる。

## 生涯
父コナン3世は死の床でオエルを非嫡出子とし、オエルの継承権を剥奪した。そして姉ベルトがブルターニュの継承者となり、オエルはナント伯だけが与えられた。オエルはクレルヴォー修道院長ベルナールから、姉のベルトと近親相姦の関係にあると非難された。
伝えられている嫡出否認の話はただの寓話の可能性もある。シャルル・ド・ラ・ランド・ド・カラン副伯（Viscount Charles de la Lande de Calan）は1908年に、オエルは実際に非嫡出子であり、そのために父コナン3世はオエルのためにナント伯位を与えたのではないかという説を示した。オエルという名はもともとナント伯家の庶子に用いられた名であった。一方、キャサリン・キーツ・ロハンは1996年に、コナン3世は娘ベルトを、父親がブルターニュに領地をもつ親族のアラン黒伯と結婚させ、両家の持っていたブルターニュの領土を統一させたい意図があり、そのために嫡出の息子を非嫡出子として継承権を剥奪したのではないかという説を示した。オエルは生涯、ナント伯位を与えられていた。あるいは、この取り決めは何年も前から計画されていたことで、オエルの生まれる前にすでに計画されていた可能性もある。
1156年に、ヘンリー2世の弟ジョフロワ6世・ダンジューの支援を受けて、ナントはオエルに反抗し、オエルを領外に追放した。ナントの支配は、イングランド王スティーブンとマティルダの間で起こっている戦いにおいて大事な戦略の一つであった。初代リッチモンド伯アラン黒伯と姉の結婚で、ブルターニュはスティーブン側について戦うこととなった。
追放生活後まもなく、オエルはシトー会のメルレ修道院に移ったと考えられている。オエルはその修道院でまもなくして亡くなったとみられる。